# کایل مانی
کایل مانی (به انگلیسی: Kyle Mooney) (زاده ۴ سپتامبر ۱۹۸۴) بازیگر ، کمدین آمریکایی است.
از فیلم‌های معروف او می‌توان به بازی در زولندر ۲ اشاره کرد.